# آلبرت ورسلی
آلبرت ورسلی (انگلیسی: Albert of Vercelli; ۱ ژانویهٔ ۱۱۴۹ – ۱۴ سپتامبر ۱۲۱۴) اسقف لاتینی اورشلیم در بین سال‌های ۱۲۰۵ تا ۱۲۱۴ و قدیس مسیحی بود. پس از مرگ آموری، پادشاه اورشلیم در سال ۱۲۰۵، پاپ اینوسنت سوم، آلبرت ورسلی را به ریاست کلیسای اورشلیم و اسقفی این شهر منصوب کرد. او به‌عنوان نماینده پاپ در این شهر، بوهموند چهارم را در سال ۱۲۰۸، به اتهام قتل اسقف پیتر تکفیر کرد. در همان سال به‌دنبال انتخاب همسر برای ملکه مری اورشلیم، سرانجام جان برین را برای این امر و سرانجام انتصاب او به مقام پادشاهی برگزید. با مرگ مری در سال ۱۲۱۲، آلبرت از جان برین در مقابل بارون‌های مخالف و معترض حمایت کرد. او همچنین در نزاع میان هیو اول قبرس و نایب‌السطنه‌اش نقش میانجی را برعهده داشت و با استفاده از اختیارات خود در انتخاب اسقف نیکوزیا، اعمال نفوذ کرد. وی سرانجام در سال ۱۲۱۴، در نبردی در عکا، به دست یکی از شوالیه‌ها به‌قتل رسید.